# Casa consistorial de Villamayor de Santiago
La casa consistorial de Villamayor de Santiago es un edificio renacentista del siglo XVI situado en la plaza de la Villa de la localidad conquense de Villamayor de Santiago, sede del ayuntamiento del municipio homónimo. Antiguamente fue usado como cárcel.
Se trata de un edificio de mampostería con sillares en las esquinas, de planta rectangular, con dos pisos y un sótano y con cubierta a cuatro aguas.
Cuenta con soportales con arcos de medio punto apoyados en columnas, dejando dos huecos abiertos para la entrada a una sala inferior. Tres balcones se abren en la primera planta, y en la planta baja hay tres portadas con arcos de medio punto. Sobre la puerta principal se observa el escudo real de Castilla, con los símbolos de los reinos de Castilla, León y Granada.
En el interior destaca su artesonado de madera y las lámparas forjadas con el escudo del municipio en el salón de sesiones.